# هواپیمایی پترا
هواپیمایی پترا (عربی: طيران بترا) یک شرکت هواپیمایی خصوصی سابقاً اردنی است که در سال ۲۰۰۵ تأسیس شد و پروازهایش از سال ۲۰۱۱ آغاز شد. این شرکت به گروه روم وابسته بود. این شرکت در هفته ۲ پرواز به فرودگاه جده داشت که اضافه بر آن پروازهایی نیز به ترکیه و مصر داشت. در ژانویه ۲۰۱۵ اعلام کرد که شرکت ایر عربیا ۴۹٪ سهام شرکت را به دست آورده‌است و روم ۵۱٪ باقی مانده را حفظ کرد و نام شرکت به ایر عربیا اردن تغییر یافت.

## ناوگان
این شرکت در سال ۲۰۱۰ هواپیمای ایرباس آ ۳۲۰ را به دست آورد. قبل از ادغام این شرکت شامل ۲ هواپیمای ایرباس آ ۳۲۰ بود.